# Willie Sims
Willie René Sims (Città del Guatemala, 18 gennaio 1984) è un calciatore guatemalteco, attaccante del Los Angeles Misioneros.